# Seznam vítězek ženské dvouhry na US Open
Seznam vítězek ženské dvouhry na US Open uvádí přehled šampionek ženské singlové soutěže na tenisovém turnaji US Open.
US Open je tenisový Grand Slam, každoročně hraný na přelomu srpna a září jako závěrečná část čtyřdílné grandslamové kategorie. Do roku 1974 probíhal na trávě, v letech 1975 až 1977 na antuce Har-Tru a od roku 1978, kdy byl přesunut do areálu Národního tenisového centra Billie Jean Kingové ve Flushing Meadows newyorského Queensu, se odehrává na tvrdém povrchu. Americký major byl založen v roce 1881 v Newportu a po Wimbledonu je tak druhým nejstarším grandslamem. Předchozími dějišti byly Newport (1881–1914), Forest Hills (1915–1920, 1924–1977) a Filadelfie (1921–1923). Premiérový ročník ženské dvouhry se uskutečnil v roce 1887.
Nejvyšší počet osmi titulů vyhrála norsko-americká tenistka Molla Malloryová (1915–1918, 1920–1922, 1926), když všechny tituly získala v amatérské éře. Rekordních šest trofejí v otevřené éře vybojovaly Američanky Chris Evertová  (1975–1978, 1980, 1982) a Serena Williamsová (1999, 2002, 2008, 2012–2014). Rekordních šest finále za sebou odehrály Pauline Betzová (1941–1946) a Chris Evertová (1975–1980). Největší, 15leté rozpětí mezi prvním a posledním titulem dosáhla Serena Williamsová (1999–2014).
Osmnáctiletá britská šampionka z roku 2021 Emma Raducanuová se stala prvním tenistou v historii, který vyhrál grandslam po průchodu kvalifikací a prvním, jenž triumfoval již při druhé účasti na turnajích velké čtyřky.

## Historie
Ženská dvouhra měla premiéru v sezóně 1887, šest let po prvním ročníku mužů. Konala se pod názvem „US Women's National Singles Championship“. 

### Formát
Herní formát prošel během historie amerického grandslamu několika změnami. Od roku 1888, kdy se turnaje poprvé účastnila obhájkyně titulu, byl zaveden systém tzv. vyzývacího finále (Challenge round). Vítězka v něm automaticky postoupila do finále následujícího ročníku, kde se střetla s šampionkou vyřazovací části (All-Comers singles). Jestliže obhájkyně titulu na turnaji nestartovala, titul automaticky připadl vítězce vyřazovací části. Tato situace nastala šestkrát v letech 1893, 1899, 1900, 1905, 1906 a 1907. K opuštění vyzývacího formátu u žen došlo v roce 1918, o sedm let později než v mužské polovině. Od roku 1919 již obhájkyně titulu nastupuje do úvodního kola soutěže. Výjimkou se stal rok 1917, kdy startovala již v prvním kole vyřazovacího formátu.
Od roku 1887 se všechny zápasy konají na dvě vítězné sety. Výjimkou se stalo jedenáct ročníků mezi lety 1891–1901, kdy se vyzývací finále hrálo na tři vítězné sady. V období 1894–1901 byl pětisetový formát zaveden i pro vyřazovací finále. Od úvodního ročníku do sezóny 1896 existoval formát setů, v nichž se za stavu her 5–5 konal rozhodující game, s výjimkou vyřazovacího a vyzývacího finále. Od ročníku 1897 byl již k zisku šestigamové sady nutný rozdíl dvou her ve všech utkáních. Tento systém vydržel až do příchodu otevřené éry.
V roce 1970 se US Open stal prvním grandslamem s implementací tiebreaku, jakožto hry zakončující všechny sady. Do sezóny 1974 byl uplatňován systém náhlé smrti po osmém bodu zkrácené hry, za stavu míčů 8:8. Od roku 1975 je praktikován standardní formát minimálního rozdílu dvou bodů po odehrání dvanácti míčů. Tiebreak rozhodl třetí sadu finálového zápasu dvakrát, a to v letech 1981 a 1985.

### Povrch
V letech 1887–1974 grandslam probíhal na trávě, mezi roky 1975 až 1977 na zelené antuce „Har-Tru“ ve Forest Hills a od roku 1978 se odehrává ve Flushing Meadows na tvrdém povrchu. Žádná tenistka nevyhrála na třech površích ani na trávě a antuce souběžně. Pouze Američanka Chris Evertová jako jediná triumfovala na antuce (ovládla všechny tři ročníky) a poté i na tvrdém povrchu.

### Věkové rekordy
Nejmladší vítězkou se v roce 1979 stala Američanka Tracy Austinová, když vyhrála v 16 letech, 8 měsících a 28 dnech. Naopak jako nejstarší si titul roku 1926 odvezla americká hráčka Molla Malloryová ve věku 42 let, 5 měsíců a 27 dní. V otevřené éře rekord nejstarší šampionky drží Italka Flavia Pennettaová, která v roce 2015 triumfovala ve 33 letech, 6 měsících  a 18 dnech.

### Pohár pro vítězky
Vítězky získávají repliky stříbrného poháru „US Open Trophy“ ve stejné velikosti, které v roce 1987 začala vyrábět firma Tiffany & Co. Původní stříbrný pohár vyrobený na zakázku Amerického tenisového svazu byl předáván od roku 1887. Úpravou vzhledu prošel v roce 1917 a redesign pak provedlo klenotnictví Tiffany v roce 1987.

## Přehled finále
| Legenda éry vyzývacího finále (1888–1918)                         |
| ----------------------------------------------------------------- |
| standardní vyřazovací systém                                      |
| vítězka kvalifikačního turnaje a vítězka vyzývacího finále        |
| obhájkyně trofeje a vítězka vyzývacího finále (1 zápas v ročníku) |
| vítězka kvalifikačního turnaje, vyzývací finále nehráno           |

| Amatérská éra (1887–1967) | Amatérská éra (1887–1967)    | Amatérská éra (1887–1967)         | Amatérská éra (1887–1967) |
| Rok                       | vítězka                      | poražená finalistka               | výsledek                  |
| ------------------------- | ---------------------------- | --------------------------------- | ------------------------- |
| 1887                      | Ellen Hansellová             | Laura Knightová                   | 6–1, 6–0                  |
| 1888                      | Bertha Townsendová           | Ellen Hansellová                  | 6–3, 6–5                  |
| 1889                      | Bertha Townsendová           | Lida Voorheesová                  | 7–5, 6–2                  |
| 1890                      | Ellen Rooseveltová           | Bertha Townsendová                | 6–2, 6–2                  |
| 1891                      | Mabel Cahillová              | Ellen Rooseveltová                | 6–4, 6–1, 4–6, 6–3        |
| 1892                      | Mabel Cahillová              | Elisabeth Mooreová                | 5–7, 6–3, 6–4, 4–6, 6–2   |
| 1893                      | Aline Terryová               | Augusta Schultzová                | 6–1, 6–3                  |
| 1894                      | Helen Hellwigová             | Aline Terryová                    | 7–5, 3–6, 6–0, 3–6, 6–3   |
| 1895                      | Juliette Atkinsonová         | Helen Hellwigová                  | 6–4, 6–2, 6–1             |
| 1896                      | Elisabeth Mooreová           | Juliette Atkinsonová              | 6–4, 4–6, 6–2, 6–2        |
| 1897                      | Juliette Atkinsonová         | Elisabeth Mooreová                | 6–3, 6–3, 4–6, 3–6, 6–3   |
| 1898                      | Juliette Atkinsonová         | Marion Jones Farquharová          | 6–3, 5–7, 6–4, 2–6, 7–5   |
| 1899                      | Marion Jones Farquharová     | Maud Banksová                     | 6–1, 6–1, 7–5             |
| 1900                      | Myrtle McAteerová            | Edith Parkerová                   | 6–2, 6–2, 6–0             |
| 1901                      | Elisabeth Mooreová           | Myrtle McAteerová                 | 6–4, 3–6, 7–5, 2–6, 6–2   |
| 1902                      | Marion Jones Farquharová     | Elisabeth Mooreová                | 6–1, 1–0skreč             |
| 1903                      | Elisabeth Mooreová           | Marion Jones Farquharová          | 7–5, 8–6                  |
| 1904                      | May Suttonová                | Elisabeth Mooreová                | 6–1, 6–2                  |
| 1905                      | Elisabeth Mooreová           | Helen Homansová                   | 6–4, 5–7, 6–1             |
| 1906                      | Helen Homansová              | Maud Bargerová-Wallachová         | 6–4, 6–3                  |
| 1907                      | Evelyn Searsová              | Carrie Neelyová                   | 6–3, 6–2                  |
| 1908                      | Maud Bargerová-Wallachová    | Evelyn Searsová                   | 6–3, 1–6, 6–3             |
| 1909                      | Hazel Hotchkiss Wightmanová  | Maud Bargerová-Wallachová         | 6–0, 6–1                  |
| 1910                      | Hazel Hotchkiss Wightmanová  | Louise Hammondová                 | 6–4, 6–2                  |
| 1911                      | Hazel Hotchkiss Wightmanová  | Florence Suttonová                | 8–10, 6–1, 9–7            |
| 1912                      | Mary Browneová               | Eleonora Searsová                 | 6–4, 6–2                  |
| 1913                      | Mary Browneová               | Dorothy Greenová                  | 6–2, 7–5                  |
| 1914                      | Mary Browneová               | Marie Wagnerová                   | 6–2, 1–6, 6–1             |
| 1915                      | Molla Bjurstedtová           | Hazel Hotchkiss Wightmanová       | 4–6, 6–2, 6–0             |
| 1916                      | Molla Bjurstedtová           | Louise Hammond Raymondová         | 6–0, 6–1                  |
| 1917                      | Molla Bjurstedtová           | Marion Vanderhoefová              | 4–6, 6–0, 6–2             |
| 1918                      | Molla Bjurstedtová           | Eleanor E. Gossová                | 6–4, 6–3                  |
| 1919                      | Hazel Hotchkiss Wightmanová  | Marion Zindersteinová             | 6–1, 6–2                  |
| 1920                      | Molla Malloryová             | Marion Zindersteinová             | 6–3, 6–1                  |
| 1921                      | Molla Malloryová             | Mary Browneová                    | 4–6, 6–4, 6–2             |
| 1922                      | Molla Malloryová             | Helen Willsová Moodyová           | 6–3, 6–1                  |
| 1923                      | Helen Willsová Moodyová      | Molla Malloryová                  | 6–2, 6–1                  |
| 1924                      | Helen Willsová Moodyová      | Molla Malloryová                  | 6–1, 6–3                  |
| 1925                      | Helen Willsová Moodyová      | Kathleen McKaneová                | 3–6, 6–0, 6–2             |
| 1926                      | Molla Malloryová             | Elisabeth Ryanová                 | 4–6, 6–4, 9–7             |
| 1927                      | Helen Willsová Moodyová      | Betty Nuthallová                  | 6–1, 6–4                  |
| 1928                      | Helen Willsová Moodyová      | Helen Jacobsová                   | 6–2, 6–1                  |
| 1929                      | Helen Willsová Moodyová      | Phoebe Halcroftová Watsonová      | 6–4, 6–2                  |
| 1930                      | Betty Nuthallová             | Anna McCuneová Harperová          | 6–1, 6–4                  |
| 1931                      | Helen Willsová Moodyová      | Eileen Bennettová Whitingstallová | 6–4, 6–1                  |
| 1932                      | Helen Jacobsová              | Carolin A. Babcocková             | 6–2, 6–2                  |
| 1933                      | Helen Jacobsová              | Helen Willsová Moodyová           | 8–6, 3–6, 3–0skreč        |
| 1934                      | Helen Jacobsová              | Sarah Palfreyová                  | 6–1, 6–4                  |
| 1935                      | Helen Jacobsová              | Sarah Palfreyová                  | 6–2, 6–4                  |
| 1936                      | Alice Marbleová              | Helen Jacobsová                   | 4–6, 6–3, 6–2             |
| 1937                      | Anita Lizanová               | Jadwiga Jędrzejowská              | 6–4, 6–2                  |
| 1938                      | Alice Marbleová              | Nancye Wynneová                   | 6–0, 6–3                  |
| 1939                      | Alice Marbleová              | Helen Jacobsová                   | 6–0, 8–10, 6–4            |
| 1940                      | Alice Marbleová              | Helen Jacobsová                   | 6–2, 6–3                  |
| 1941                      | Sarah Palfreyová             | Pauline Betzová                   | 7–5, 6–2                  |
| 1942                      | Pauline Betzová              | Louise Broughová                  | 4–6, 6–1, 6–4             |
| 1943                      | Pauline Betzová              | Louise Broughová                  | 6–3, 5–7, 6–3             |
| 1944                      | Pauline Betzová              | Margaret Osborneová               | 6–3, 8–6                  |
| 1945                      | Sarah Palfreyová             | Pauline Betzová                   | 3–6, 8–6, 6–4             |
| 1946                      | Pauline Betzová              | Doris Hartová                     | 11–9, 6–3                 |
| 1947                      | Louise Broughová             | Margaret Osborneová               | 8–6, 4–6, 6–1             |
| 1948                      | Margaret Osborneová          | Louise Broughová                  | 4–6, 6–4, 15–13           |
| 1949                      | Margaret Osborneová          | Doris Hartová                     | 6–3, 6–1                  |
| 1950                      | Margaret Osborneová          | Doris Hartová                     | 6–4, 6–3                  |
| 1951                      | Maureen Connollyová          | Shirley Fryová                    | 6–3, 1–6, 6–4             |
| 1952                      | Maureen Connollyová          | Doris Hartová                     | 6–3, 7–5                  |
| 1953                      | Maureen Connollyová          | Doris Hartová                     | 6–2, 6–4                  |
| 1954                      | Doris Hartová                | Louise Broughová                  | 6–8, 6–1, 8–6             |
| 1955                      | Doris Hartová                | Patricia Wardová                  | 6–4, 6–2                  |
| 1956                      | Shirley Fryová               | Althea Gibsonová                  | 6–3, 6–4                  |
| 1957                      | Althea Gibsonová             | Louise Broughová                  | 6–3, 6–2                  |
| 1958                      | Althea Gibsonová             | Darlene Hardová                   | 3–6, 6–1, 6–2             |
| 1959                      | Maria Buenová                | Christine Trumanová               | 6–1, 6–4                  |
| 1960                      | Darlene Hardová              | Maria Buenová                     | 6–4, 10–12, 6–4           |
| 1961                      | Darlene Hardová              | Ann Haydonová-Jonesová            | 6–3, 6–4                  |
| 1962                      | Margaret Smithová            | Darlene Hardová                   | 9–7, 6–4                  |
| 1963                      | Maria Buenová                | Margaret Smithová                 | 7–5, 6–4                  |
| 1964                      | Maria Buenová                | Carole Cladwell Graebnerová       | 6–1, 6–0                  |
| 1965                      | Margaret Smithová            | Billie Jean Kingová               | 8–6, 7–5                  |
| 1966                      | Maria Buenová                | Nancy Richeyová                   | 6–3, 6–1                  |
| 1967                      | Billie Jean Kingová          | Ann Haydonová-Jonesová            | 11–9, 6–4                 |
| Otevřená éra              |                              |                                   |                           |
| Rok                       | vítězka                      | poražená finalistka               | výsledek                  |
| 1968                      | Virginia Wadeová             | Billie Jean Kingová               | 6–4, 6–2                  |
| 1969                      | Margaret Courtová            | Nancy Richeyová                   | 6–2, 6–2                  |
| 1970                      | Margaret Courtová            | Rosie Casalsová                   | 6–2, 2–6, 6–1             |
| 1971                      | Billie Jean Kingová          | Rosie Casalsová                   | 6–4, 7–6                  |
| 1972                      | Billie Jean Kingová          | Kerry Melvilleová                 | 6–3, 7–5                  |
| 1973                      | Margaret Courtová            | Evonne Goolagongová               | 7–6, 5–7, 6–2             |
| 1974                      | Billie Jean Kingová          | Evonne Goolagongová               | 3–6, 6–3, 7–5             |
| 1975                      | Chris Evertová               | Evonne Goolagongová               | 5–7, 6–4, 6–2             |
| 1976                      | Chris Evertová               | Evonne Goolagongová               | 6–3, 6–0                  |
| 1977                      | Chris Evertová               | Wendy Turnbullová                 | 7–6, 6–2                  |
| 1978                      | Chris Evertová               | Pam Shriverová                    | 7–5, 6–4                  |
| 1979                      | Tracy Austinová              | Chris Evertová                    | 6–4, 6–3                  |
| 1980                      | Chris Evertová               | Hana Mandlíková                   | 5–7, 6–1, 6–1             |
| 1981                      | Tracy Austinová              | Martina Navrátilová               | 1–6, 7–6(7–4), 7–6(7–1)   |
| 1982                      | Chris Evertová               | Hana Mandlíková                   | 6–3, 6–1                  |
| 1983                      | Martina Navrátilová          | Chris Evertová                    | 6–1, 6–3                  |
| 1984                      | Martina Navrátilová          | Chris Evertová                    | 4–6, 6–4, 6–4             |
| 1985                      | Hana Mandlíková              | Martina Navrátilová               | 7–6(7–2), 1–6, 7–6(7–3)   |
| 1986                      | Martina Navrátilová          | Helena Suková                     | 6–3, 6–2                  |
| 1987                      | Martina Navrátilová          | Steffi Grafová                    | 7–6(7–4), 6–1             |
| 1988                      | Steffi Grafová               | Gabriela Sabatini                 | 6–3, 3–6, 6–1             |
| 1989                      | Steffi Grafová               | Martina Navrátilová               | 3–6, 7–5 6–1              |
| 1990                      | Gabriela Sabatini            | Steffi Grafová                    | 6–2, 7–6(7–4)             |
| 1991                      | Monika Selešová              | Martina Navrátilová               | 7–6(7–1), 6–1             |
| 1992                      | Monika Selešová              | Arantxa Sánchezová Vicariová      | 6–3, 6–3                  |
| 1993                      | Steffi Grafová               | Helena Suková                     | 6–3, 6–3                  |
| 1994                      | Arantxa Sánchezová Vicariová | Steffi Grafová                    | 1–6, 7–6(7–3), 6–4        |
| 1995                      | Steffi Grafová               | Monika Selešová                   | 7–6(8–6), 0–6, 6–3        |
| 1996                      | Steffi Grafová               | Monika Selešová                   | 7–5, 6–4                  |
| 1997                      | Martina Hingisová            | Venus Williamsová                 | 6–0, 6–4                  |
| 1998                      | Lindsay Davenportová         | Martina Hingisová                 | 6–3, 7–5                  |
| 1999                      | Serena Williamsová           | Martina Hingisová                 | 6–3, 7–6(7–4)             |
| 2000                      | Venus Williamsová            | Lindsay Davenportová              | 6–4, 7–5                  |
| 2001                      | Venus Williamsová            | Serena Williamsová                | 6–2, 6–4                  |
| 2002                      | Serena Williamsová           | Venus Williamsová                 | 6–4, 6–3                  |
| 2003                      | Justine Heninová             | Kim Clijstersová                  | 7–5, 6–1                  |
| 2004                      | Světlana Kuzněcovová         | Jelena Dementěvová                | 6–3, 7–5                  |
| 2005                      | Kim Clijstersová             | Mary Pierceová                    | 6–3, 6–1                  |
| 2006                      | Maria Šarapovová             | Justine Heninová                  | 6–4, 6–4                  |
| 2007                      | Justine Heninová             | Světlana Kuzněcovová              | 6–1, 6–3                  |
| 2008                      | Serena Williamsová           | Jelena Jankovićová                | 6–4, 7–5                  |
| 2009                      | Kim Clijstersová             | Caroline Wozniacká                | 7–5, 6–3                  |
| 2010                      | Kim Clijstersová             | Věra Zvonarevová                  | 6–2, 6–1                  |
| 2011                      | Samantha Stosurová           | Serena Williamsová                | 6–2, 6–3                  |
| 2012                      | Serena Williamsová           | Viktoria Azarenková               | 6–2, 2–6, 7–5             |
| 2013                      | Serena Williamsová           | Viktoria Azarenková               | 7–5, 6–7(6–8), 6–1        |
| 2014                      | Serena Williamsová           | Caroline Wozniacká                | 6–3, 6–3                  |
| 2015                      | Flavia Pennettaová           | Roberta Vinciová                  | 7–6(7–4), 6–2             |
| 2016                      | Angelique Kerberová          | Karolína Plíšková                 | 6–3, 4–6, 6–4             |
| 2017                      | Sloane Stephensová           | Madison Keysová                   | 6–3, 6–0                  |
| 2018                      | Naomi Ósakaová               | Serena Williamsová                | 6–2, 6–4                  |
| 2019                      | Bianca Andreescuová          | Serena Williamsová                | 6–3, 7–5                  |
| 2020                      | Naomi Ósakaová               | Viktoria Azarenková               | 1–6, 6–3, 6–3             |
| 2021                      | Emma Raducanuová             | Leylah Fernandezová               | 6–4, 6–3                  |
| 2022                      | Iga Świąteková               | Ons Džabúrová                     | 6–2, 7–6(7–5)             |
| 2023                      | Coco Gauffová                | Aryna Sabalenková                 | 2–6, 6–3, 6–2             |
| 2024                      | Aryna Sabalenková            | Jessica Pegulaová                 | 7–5, 7–5                  |

## Statistiky

### Vícenásobné vítězky
| Tenistka                          | éra       | éra  | éra     | roky vítězství                                 |
| Tenistka                          | amatérská | open | celkově | roky vítězství                                 |
| --------------------------------- | --------- | ---- | ------- | ---------------------------------------------- |
| Molla Malloryová (USA) (NOR)      | 8         | 0    | 8       | 1915, 1916, 1917, 1918, 1920, 1921, 1922, 1926 |
| Helen Willsová Moodyová (USA)     | 7         | 0    | 7       | 1923, 1924, 1925, 1927, 1928, 1929, 1931       |
| Chris Evertová (USA)              | 0         | 6    | 6       | 1975, 1976, 1977, 1978, 1980, 1982             |
| Serena Williamsová (USA)          | 0         | 6    | 6       | 1999, 2002, 2008, 2012, 2013, 2014             |
| Margaret Courtová (AUS)           | 2         | 3    | 5       | 1962, 1965, 1969, 1970, 1973                   |
| Steffi Grafová (GER)              | 0         | 5    | 5       | 1988, 1989, 1993, 1995, 1996                   |
| Elisabeth Mooreová (USA)          | 4         | 0    | 4       | 1896, 1901, 1903, 1905                         |
| Hazel Hotchkiss Wightmanová (USA) | 4         | 0    | 4       | 1909, 1910, 1911, 1919                         |
| Helen Jacobsová (USA)             | 4         | 0    | 4       | 1932, 1933, 1934, 1935                         |
| Alice Marbleová (USA)             | 4         | 0    | 4       | 1936, 1938, 1939, 1940                         |
| Pauline Betzová (USA)             | 4         | 0    | 4       | 1942, 1943, 1944, 1946                         |
| Maria Buenová (BRA)               | 4         | 0    | 4       | 1959, 1963, 1964, 1966                         |
| Billie Jean Kingová (USA)         | 1         | 3    | 4       | 1967, 1971, 1972, 1974                         |
| Martina Navrátilová (USA)         | 0         | 4    | 4       | 1983, 1984, 1986, 1987                         |
| Juliette Atkinsonová (USA)        | 3         | 0    | 3       | 1895, 1897, 1898                               |
| Mary Browneová (USA)              | 3         | 0    | 3       | 1912, 1913, 1914                               |
| Margaret Osborne duPontová (USA)  | 3         | 0    | 3       | 1948, 1949, 1950                               |
| Maureen Connollyová (USA)         | 3         | 0    | 3       | 1951, 1952, 1953                               |
| Kim Clijstersová (BEL)            | 0         | 3    | 3       | 2005, 2009, 2010                               |
| Bertha Townsendová (USA)          | 2         | 0    | 2       | 1888, 1889                                     |
| Mabel Cahillová (GBR)             | 2         | 0    | 2       | 1891, 1892                                     |
| Marion Jonesová (USA)             | 2         | 0    | 2       | 1899, 1902                                     |
| Sarah Palfreyová (USA)            | 2         | 0    | 2       | 1941, 1945                                     |
| Doris Hartová (USA)               | 2         | 0    | 2       | 1954, 1955                                     |
| Althea Gibsonová (USA)            | 2         | 0    | 2       | 1957, 1958                                     |
| Darlene Hardová (USA)             | 2         | 0    | 2       | 1960, 1961                                     |
| Tracy Austinová (USA)             | 0         | 2    | 2       | 1979, 1981                                     |
| Monika Selešová (SCG) (YUG)       | 0         | 2    | 2       | 1991, 1992                                     |
| Venus Williamsová (USA)           | 0         | 2    | 2       | 2000, 2001                                     |
| Justine Heninová (BEL)            | 0         | 2    | 2       | 2003, 2007                                     |
| Naomi Ósakaová (JPN)              | 0         | 2    | 2       | 2018, 2020                                     |

### Vítězky podle státu

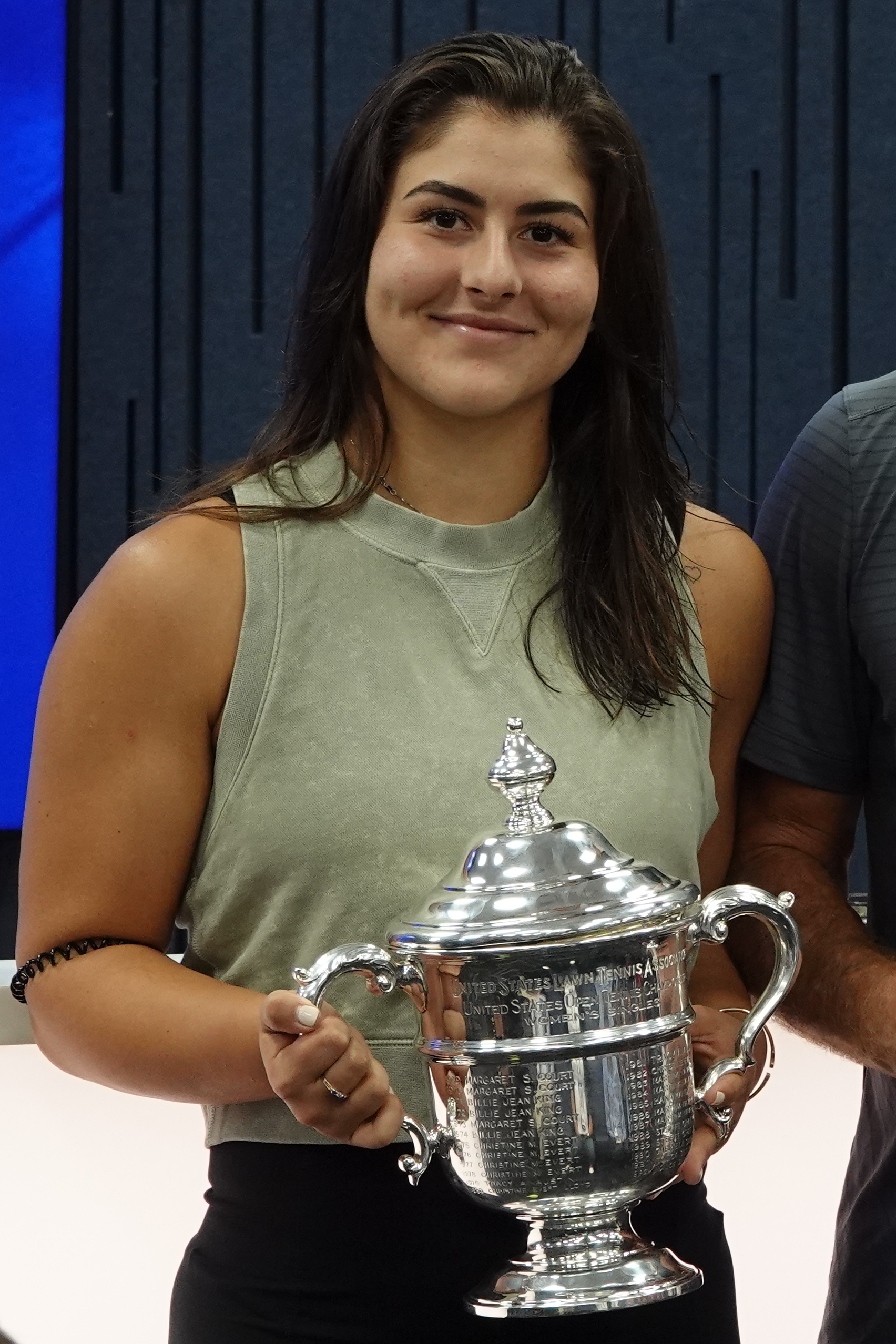
Bianca Andreescuová s trofejí, 2019

| Stát                   | éra       | éra  | éra     | titul | titul    |
| Stát                   | amatérská | open | celkově | první | poslední |
| ---------------------- | --------- | ---- | ------- | ----- | -------- |
| Spojené státy americké | 67        | 26   | 93      | 1887  | 2023     |
| Austrálie              | 2         | 4    | 6       | 1962  | 2011     |
| Německo                | 0         | 6    | 6       | 1988  | 2016     |
| Belgie                 | 0         | 5    | 5       | 2003  | 2010     |
| Spojené království     | 3         | 2    | 5       | 1891  | 2021     |
| Brazílie               | 4         | 0    | 4       | 1959  | 1961     |
| Norsko                 | 4         | 0    | 4       | 1915  | 1918     |
| Japonsko               | 0         | 2    | 2       | 2018  | 2020     |
| Rusko                  | 0         | 2    | 2       | 2004  | 2006     |
| Argentina              | 0         | 1    | 1       | 1990  | 1990     |
| Československo         | 0         | 1    | 1       | 1985  | 1985     |
| Chile                  | 1         | 0    | 1       | 1937  | 1937     |
| Itálie                 | 0         | 1    | 1       | 2015  | 2015     |
| Jugoslávie             | 0         | 1    | 1       | 1991  | 1991     |
| Kanada                 | 0         | 1    | 1       | 2019  | 2019     |
| Polsko                 | 0         | 1    | 1       | 2022  | 2022     |
| Srbsko a Černá Hora    | 0         | 1    | 1       | 1992  | 1992     |
| Španělsko              | 0         | 1    | 1       | 1994  | 1994     |
| Švýcarsko              | 0         | 1    | 1       | 1997  | 1997     |
| neutrální status       | 0         | 1    | 1       | 2024  | 2024     |